# هوالین (منطقه یانگ‌مینگ)
هوالین (به چینی: 桦林镇) یک شهرک در شمال‌شرق جمهوری خلق چین است که در تابعیت منطقه یانگ‌مینگ، شهر مودان‌جیانگ (شهر در سطح ولایت)، استان هئی‌لونگ‌جیانگ واقع شده‌است. هوالین ۲۳۰ متر بالاتر از سطح دریا واقع شده‌است.